# شیک (گروه موسیقی)
شیک (انگلیسی: Chic؛ ‏ ‎/ʃiːk/‎ SHEEK) یک گروه موسیقی آمریکایی است که در سال ۱۹۷۶ میلادی توسط نایل راجرز و برنارد ادواردز پایه‌گذاری شد و تعدادی فراوانی ترانه محبوب و موفق در سبک دیسکو به بازار عرضه کردند.